# コンボ66
『コンボ66』（Combo 66）は、アメリカ合衆国のジャズ・ギタリスト、ジョン・スコフィールドが2018年に録音・発表したスタジオ・アルバム。

## 背景
アルバム・タイトルは、当時のスコフィールドの年齢に由来しているのに加えて、本人はブラジル'66や「ルート66」を例に挙げ、「66」がジャズ界で最もクールな数字だと語っている。本作のレコーディングには、1990年代よりスコフィールドと活動を共にしているビル・スチュワートに加えて、新メンバーのヴィセンテ・アーチャー（ロバート・グラスパー・トリオのレギュラー・ベーシスト）とジェラルド・クレイトンが迎えられた。「キング・オブ・ベルギー」は、ハーモニカ奏者トゥーツ・シールマンスに捧げられた曲である。

## 評価
イアン・パターソンはAll About Jazzにおいて5点満点中4点を付け「ビル・フリゼールと同様、スコフィールドも60代になってからは以前よりも幾分落ち着き、一音一音が豊潤で、個々のフレーズも熟慮されているが、長年のファンを満足させるに十分な火花散る演奏も聴ける」と評している。Matt Collarはオールミュージックにおいて5点満点中3.5点を付け「幾分派手さに欠けるアルバムだが、スコフィールドがなおも音楽的な成熟を深めていることが示されている」と評している。また、ウィル・レイマンはPopMattersにおいて10点満点中7点を付け「近年のスコフィールドはストレート・アヘッド・ジャズに回帰しながらも、以前に培ってきた、聴き手の心だけでなく足も動かすジャム・バンド風ジャズの純粋な楽しさも、奇跡的に引き継いでいた。『コンボ66』は正に、そうした音楽性の最適解である」と評している。

## 収録曲
全曲ともジョン・スコフィールド作曲。
1. キャント・ダンス - "Can't Dance" - 7:32
2. コンボ・テーマ - "Combo Theme" - 7:21
3. アイコンズ・アット・ザ・フェア - "Icons at the Fair" - 5:32
4. ウィラ・ジーン - "Willa Jean" - 7:59
5. アンクル・サザン - "Uncle Southern" - 5:39
6. ダン・スウィング - "Dang Swing" - 6:08
7. ニュー・ワルツォ - "New Waltzo" - 8:52
8. アイム・スリーピング・イン - "I'm Sleeping In" - 5:04
9. キング・オブ・ベルギー - "King of Belgium" - 6:20

### 日本盤ボーナス・トラック
1. リンギング・アウト - "Ringing Out" - 8:55

## 参加ミュージシャン
- ジョン・スコフィールド - エレクトリック・ギター
- ジェラルド・クレイトン（英語版） - ピアノ、ハモンドオルガン
- ヴィセンテ・アーチャー - ダブル・ベース
- ビル・スチュワート - ドラムス